# بنجامین تیلمن
بنجامین تیلمن (به انگلیسی: Benjamin Ryan Tillman, Jr.) سناتور سابق عضو حزب دموکرات ایالات متحده آمریکا بود. وی در سال ۱۸۹۵ تا ۱۹۱۸ میلادی سناتور ایالت کارولینای جنوبی در سنای ایالات متحده آمریکا بود.